# Kit Harington
Pour les articles homonymes, voir Harington.
Christopher Catesby Harington, dit Kit Harington, est un acteur britannique, né le 26 décembre 1986 à Acton (Londres).
Inconnu du milieu cinématographique, il obtient une reconnaissance critique et mondiale pour son rôle culte de Jon Snow dans la série télévisée américaine Game of Thrones (2011-2019) avant de se consacrer pleinement au cinéma avec Ma vie avec John F. Donovan de Xavier Dolan qui signe son premier grand rôle sur grand écran.

## Biographie

### Jeunesse
Christopher Catesby Harington est né à Acton, un quartier du borough londonien d'Ealing. Sa mère, Deborah Jane Catesby, est une dramaturge et son père David Richard Harington, un homme d'affaires,. Il est un descendant de John Harington et de Robert Catesby.
De 1992 à 1998, il a étudié à la Southfield Primary School. À l'âge de 11 ans, sa famille déménage à Worcestershire (Angleterre) où il a poursuivi ses études à la Chantry High School (en) de Martley (en) jusqu’en 2003.
Entre 2003 et 2005, il étudie aussi l'art dramatique et le théâtre à la Worcester Sixth Form College (en).
À 18 ans, il retourne à Londres et un an plus tard, il étudie à la Central School of Speech and Drama, dont il sort diplômé en 2008,.

### Carrière

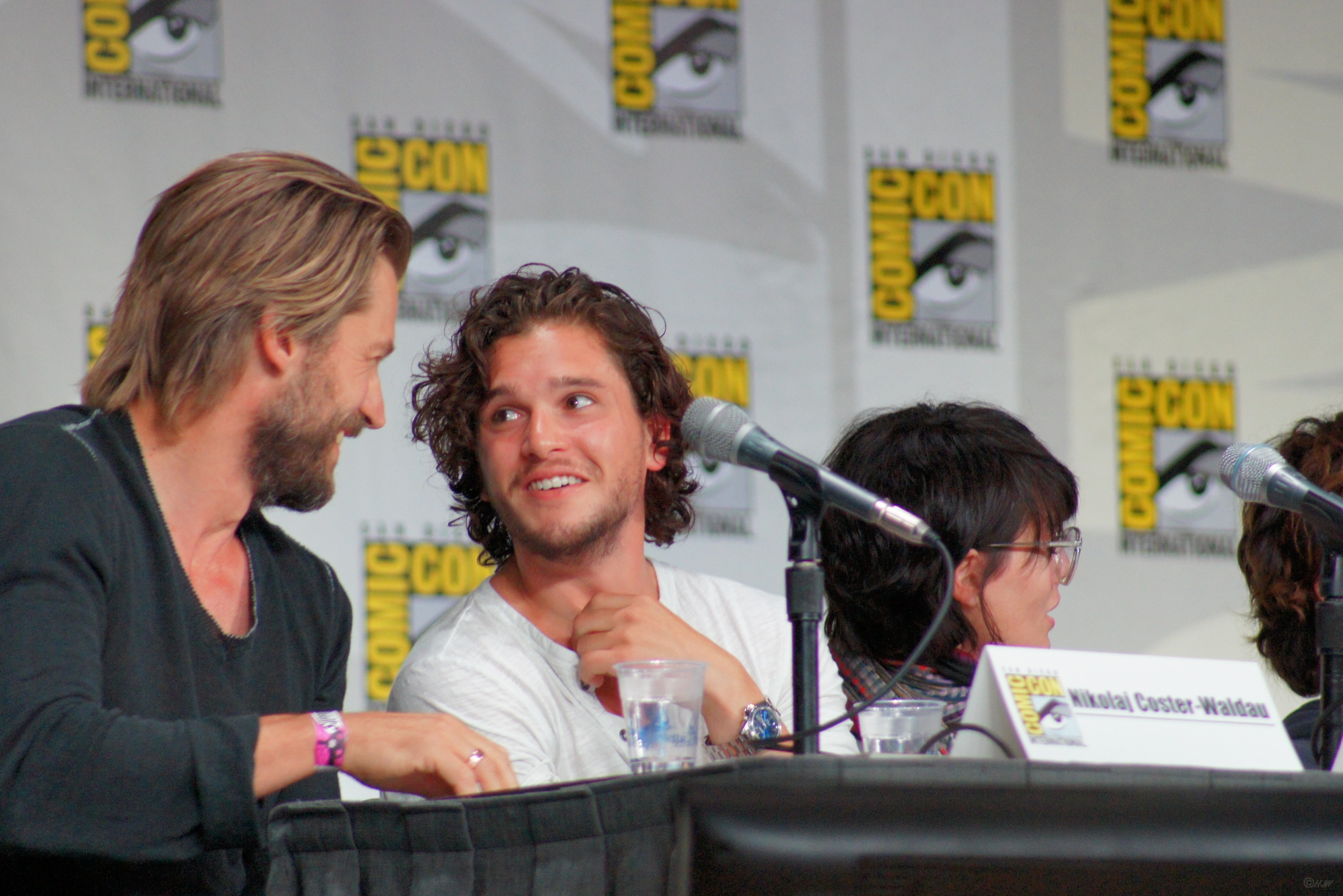
L'acteur au San Diego Comic-Con 2011, pour la promotion de la première saison de Game of Thrones.

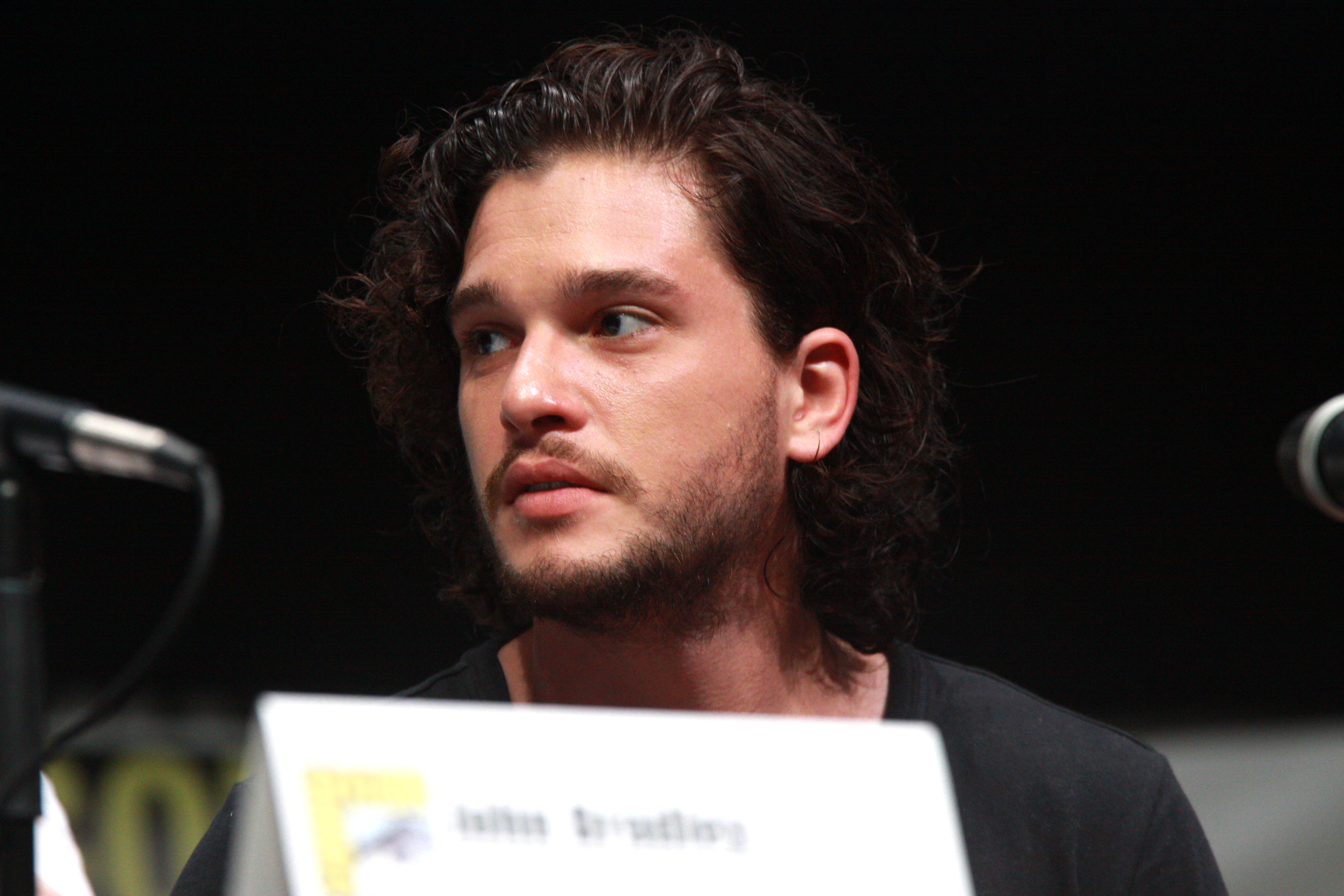
Puis au San Diego Comic-Con 2013 pour la troisième.

En 2008, il interprète son premier rôle dans la pièce War Horse (en) au Olivier Theatre puis au Royal National Theatre avec le rôle principal d'Albert Naracott pendant deux ans.
En 2010, il joue dans la pièce Posh au Royal Court Theatre.
La même année, il obtient l'un des rôles principaux, celui de Jon Snow, dans la série télévisée à succès de la chaîne HBO, Game of Thrones, adaptation des romans Le Trône de fer de George R. R. Martin. Rapidement renouvelée face au succès critique et commercial de la série, il est apparu dans les sept autres saisons diffusées. Le triomphe de la série propulse l'acteur sur le devant de la scène médiatique et sa prestation lui vaut plusieurs nominations et récompenses.
En 2012, il fait ses débuts au cinéma dans le film d'horreur Silent Hill: Revelation 3D.
Le 1er août 2013, il reçoit le prix du « meilleur acteur de l'année » lors des Young Hollywood Awards pour son interprétation de Jon Snow dans Game of Thrones.
En 2014, il tient le rôle principal dans le film catastrophe Pompéi, sous la direction de Paul W. S. Anderson. La même année, il prête sa voix au personnage Eret dans le film d'animation Dragons 2, sorti en juillet 2014 et qui a reçu le Golden Globes du meilleur film d'animation,. Fin 2014, il apparaît aux côtés de Jeff Bridges, Alicia Vikander et Julianne Moore dans Le Septième Fils, adaptation de L'Apprenti épouvanteur de Joseph Delaney,,.
Kit Harington est choisi pour être l'égérie de la ligne pour hommes automne-hiver 2014 et printemps-été 2015 de la marque Jimmy Choo.
En 2015, il joue dans le film d'espionnage MI-5 Infiltration, adaptation de la série britannique à succès MI-5 ainsi que dans le film Mémoires de jeunesse, adaptation des mémoires de Vera Brittain. Il est aussi (comme toute la distribution de Game of Thrones) récompensé par le magazine britannique Empire qui lui décerne un Empire Hero Award.
En 2016, il retrouve Carice van Houten, actrice participant également à la série Game of Thrones, en jouant dans le film Brimstone du réalisateur néerlandais Martin Koolhoven. Cette même année, Kit Harington apparaît pour la première fois dans un jeu vidéo, après avoir uniquement prêté sa voix au personnage de Jon Snow dans le jeu vidéo Game of Thrones : A Telltale Games Series, il prête également ses traits grâce à la technique de la capture de mouvement à un personnage de la grande franchise vidéo-ludique Call of Duty pour son opus Call of Duty : Infinite Warfare. 
En 2017, il devient l'un des acteurs les mieux payés de la télévision et gagne 500 000 dollars par épisode pour la série Game of Thrones. En février de la même année, il est confirmé que l'acteur jouera et sera le producteur exécutif de la série historique Gunpowder, basée sur une histoire vraie, diffusée prochainement sur BBC. L'acteur incarnera également le rôle de son ancêtre Robert Catesby aux côtés des acteurs Mark Gatiss, Liv Tyler et Peter Mullan.
En septembre 2018 au festival de Toronto, Kit Harington participe à la présentation du film The Death and Life of John F. Donovan de Xavier Dolan, dont il tient le rôle titre,. À la suite d'un accueil mitigé au festival, le film sort en France le 13 mars 2019.
En 2019, il reprend son rôle d'Eret dans le dernier film d'animation de la trilogie Dragons 3 : Le Monde caché. En juillet de la même année, il obtient une nomination dans la catégorie meilleur acteur dans une série dramatique pour Game of Thrones aux Primetime Emmy Awards. Un mois plus tard, Kevin Feige annonce que Kit Harington rejoint le casting des Éternels dans le rôle de Dane Whitman, connu sous le nom de Dark Knight (Chevalier Noir). Il retrouve ainsi Richard Madden, qui a joué Robb Stark dans Game of Thrones.
Courant septembre, Kit Harington déclare que même s'il doit son succès à son personnage de Jon Snow (qu'il a joué pendant neuf ans) dans la série Game of Thrones, il ne souhaite plus avoir ce genre de rôle et veut tourner la page. Le métier d'acteur demeure cependant toujours sa passion, mais il souhaite découvrir d'autres genres et se diversifier davantage.

### Vie privée

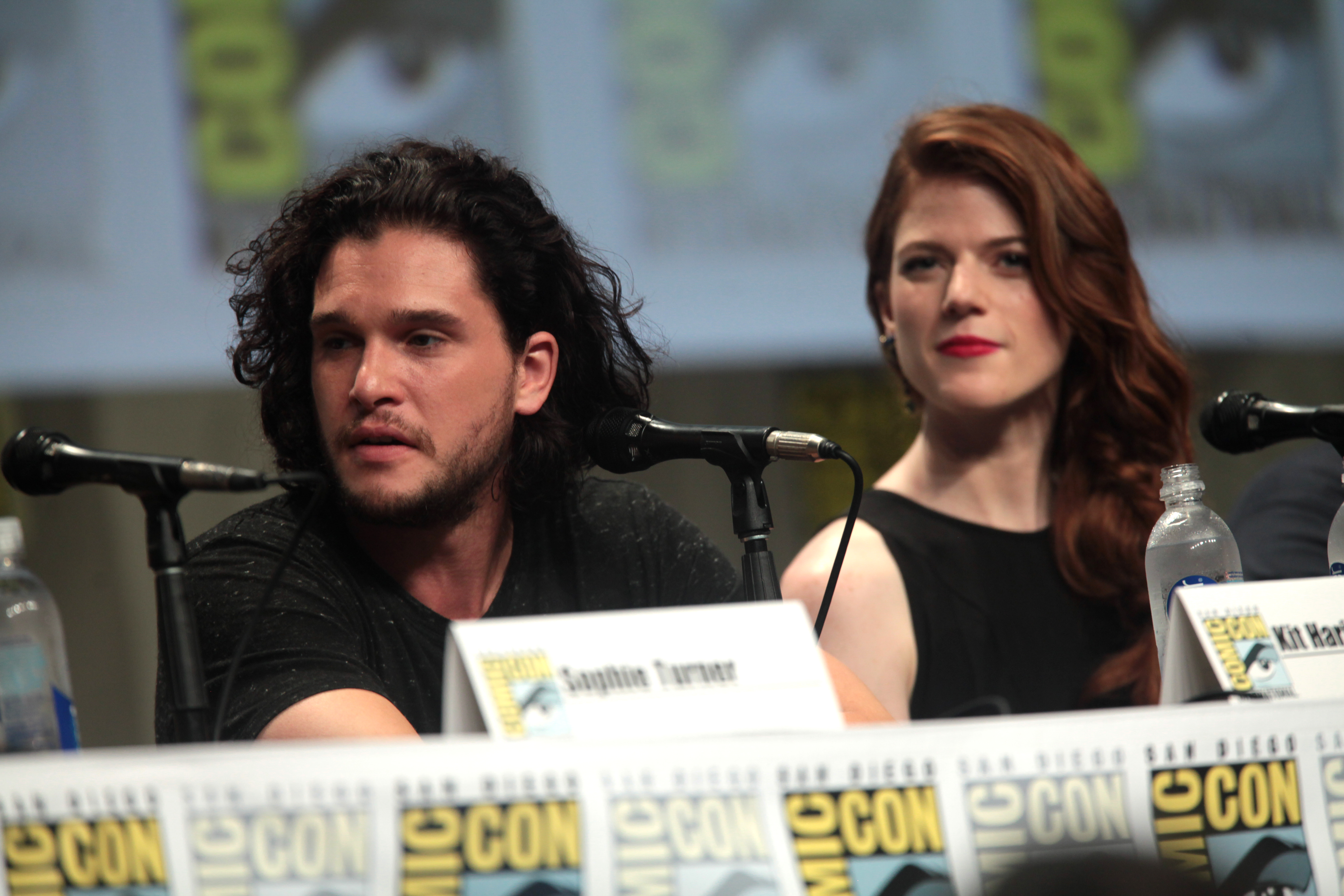
Kit Harington et sa femme Rose Leslie au San Diego Comic-Con 2014, pour la promotion de la saison 4 de Game of Thrones.

Il est en couple depuis 2012 avec l'actrice Rose Leslie qui incarne Ygritte dans la série Game of Thrones. Ils ont annoncé leurs fiançailles dans le journal Times le 27 septembre 2017, et se sont mariés le 23 juin 2018 à Aberdeen en Écosse. Le tournage de la saison 8 de Game of Thrones a été momentanément interrompu pour permettre à plusieurs membres du casting de se rendre au mariage. Le 25 septembre 2020, le couple annonce attendre son premier enfant. En février 2021, ils accueillent la naissance d'un petit garçon, et en juillet 2023 celle d'une petite fille. 
Le mercredi 29 mai 2019, une semaine après la diffusion du dernier épisode de Game of Thrones, il est admis dans une clinique spécialisée dans la lutte contre l'addiction à l'alcool et la gestion des problèmes de stress et d'épuisement.

## Théâtre
- 2008-2010 : War Horse (en) : Albert Narracott
- 2010 : Posh (en) : Ed Montgomery
- 2015 : The Vote (en) : Colin Henderson
- 2016 : Dr. Faustus : John Faustus
- 2018 : True West : Austin

## Filmographie

### Cinéma
- 2012 : Silent Hill: Revelation 3D de Michael J. Bassett : Vincent Carter
- 2014 : Pompéi (Pompeii) de Paul W. S. Anderson : Milo
- 2014 : Le Septième Fils (Seventh Son) de Sergueï Bodrov : Billy Bradley
- 2014 : Dragons 2 (How to Train Your Dragon 2) de Dean DeBlois : Eret (voix originale)
- 2015 : Mémoires de jeunesse (Testament of Youth) de James Kent : Roland Leighton
- 2015 : MI-5 Infiltration (Spooks: The Greater Good) de Bharat Nalluri : Will Holloway
- 2017 : Brimstone de Martin Koolhoven : Samuel
- 2018 : Ma vie avec John F. Donovan (The Death and Life of John F. Donovan) de Xavier Dolan : John F. Donovan
- 2019 : Dragons 3 : Le Monde caché (How to Train Your Dragon: The Hidden World) de Dean DeBlois : Eret (voix originale)
- 2021 : Les Éternels (Eternals) de Chloé Zhao : Dane Whitman
- 2022 : Baby Ruby de Bess Wohl : Spencer
- 2023 : Blood for Dust de Rod Blackhurst : Ricky
- 2024 : La Bête enfouie (The Beast Within) de Alexandre J. Farrell : Noah
- 2025 : The Family Plan 2 de Simon Cellan Jones :

### Télévision

#### Téléfilms
- 2015 : Sept jours en enfer (7 Days in Hell) de Jake Szymanski : Charles Poole

#### Séries télévisées
- 2011-2019 : Game of Thrones : Jon Snow (62 épisodes)
- 2017 : Gunpowder : Robert Catesby (mini-série en 3 épisodes)
- 2020 : Criminal: Royaume-Uni : Alex (saison 2, épisode 2)
- 2021 : Modern Love : Michael (saison 2, épisode 3)
- 2023 : Extrapolations : Nick Bilton
- 2024 : Industry : Henry Muck (saison 3)
- 2025 : Too Much : le père de Jessica (épisode 3)

## Ludographie
- 2014 : Game of Thrones: A Telltale Games Series : Jon Snow
- 2016 : Call of Duty: Infinite Warfare : amiral Salen Kotch

## Distinctions
| Année | Prix                                          | Catégorie                                                                       | Travail nommé              | Résultat   | Ref.   |
| ----- | --------------------------------------------- | ------------------------------------------------------------------------------- | -------------------------- | ---------- | ------ |
| 2011  | Scream Award                                  | Meilleure distribution de l'année (partagé avec le casting)                     | Game of Thrones            | Nomination | [ 36 ] |
| 2011  | Screen Actors Guild Award                     | Meilleure distribution dans une série dramatique (partagé avec le casting)      | Game of Thrones            | Nomination | [ 37 ] |
| 2011  | IGN Award                                     | Meilleur héros dans une série                                                   | Game of Thrones            | Nomination | [ 38 ] |
| 2011  | IGN People's Choice Award                     | Meilleur héros dans une série                                                   | Game of Thrones            | Nomination | [ 38 ] |
| 2011  | Saturn Award                                  | Meilleur acteur dans un second rôle dans une série                              | Game of Thrones            | Nomination | [ 39 ] |
| 2011  | Online Film and Television Association Awards | Meilleure distribution dans une série dramatique (partagé avec le casting)      | Game of Thrones            | Nomination |        |
| 2012  | Gold Derby TV Awards                          | Meilleure distribution de l'année (partagé avec le casting)                     | Game of Thrones            | Nomination |        |
| 2012  | Golden Nymph Award                            | Meilleur acteur dans une série dramatique                                       | Game of Thrones            | Nomination | [ 40 ] |
| 2012  | Online Film and Television Association Awards | Meilleure distribution dans une série dramatique (partagé avec le casting)      | Game of Thrones            | Nomination |        |
| 2013  | Young Hollywood Awards                        | Acteur de l'année                                                               | Acteur de l'année          | Lauréat    | [ 41 ] |
| 2013  | Screen Actors Guild Awards                    | Meilleure distribution dans une série dramatique (partagé avec le casting)      | Game of Thrones            | Nomination | [ 42 ] |
| 2013  | Gold Derby TV Awards                          | Meilleure distribution de l'année (partagé avec le casting)                     | Game of Thrones            | Lauréat    |        |
| 2013  | Online Film and Television Association Awards | Meilleure distribution dans une série dramatique (partagé avec le casting)      | Game of Thrones            | Lauréat    |        |
| 2014  | Gold Derby TV Awards                          | Meilleure distribution de l'année (partagé avec le casting)                     | Game of Thrones            | Nomination |        |
| 2014  | Online Film and Television Association Awards | Meilleure distribution dans une série dramatique (partagé avec le casting)      | Game of Thrones            | Lauréat    |        |
| 2014  | Screen Actors Guild Awards                    | Meilleure distribution dans une série dramatique (partagé avec le casting)      | Game of Thrones            | Nomination | [ 43 ] |
| 2015  | Empire Award                                  | Empire Hero Award (partagé avec le casting)                                     | Game of Thrones            | Lauréat    | [ 44 ] |
| 2015  | Saturn Awards                                 | Meilleur acteur dans un second rôle dans une série                              | Game of Thrones            | Nomination | [ 45 ] |
| 2015  | Gold Derby TV Awards                          | Meilleure distribution de l'année (partagé avec le casting)                     | Game of Thrones            | Lauréat    | [ 46 ] |
| 2015  | Online Film & Television Association Awards   | Meilleur acteur dans un second rôle dans une série dramatique                   | Game of Thrones            | Nomination |        |
| 2015  | Online Film & Television Association Awards   | Meilleure distribution dans une série dramatique (partagé avec le casting)      | Game of Thrones            | Nomination |        |
| 2015  | Screen Actors Guild Awards                    | Meilleure distribution dans une série dramatique (partagé avec la distribution) | Game of Thrones            | Nomination | [ 47 ] |
| 2016  | Gold Derby TV Awards                          | Meilleur acteur dans un second rôle dans un drame                               | Game of Thrones            | Lauréat    | [ 48 ] |
| 2016  | Gold Derby TV Awards                          | Meilleure distribution de l'année (partagé avec le casting)                     | Game of Thrones            | Lauréat    | [ 48 ] |
| 2016  | Primetime Emmy Award                          | Meilleur acteur dans un second rôle dans une série dramatique                   | Game of Thrones            | Nomination | [ 49 ] |
| 2016  | Critics' Choice Television Awards             | Meilleur acteur dans un second rôle dans une série dramatique                   | Game of Thrones            | Nomination | [ 50 ] |
| 2016  | Screen Actors Guild Awards                    | Meilleure distribution dans une série dramatique (partagé avec le casting)      | Game of Thrones            | Nomination | [ 51 ] |
| 2016  | Saturn Awards                                 | Meilleur acteur dans un second rôle dans une série                              | Game of Thrones            | Nomination |        |
| 2016  | Online Film and Television Association Awards | Meilleur acteur dans un second rôle dans une série dramatique                   | Game of Thrones            | Nomination | [ 52 ] |
| 2016  | Online Film and Television Association Awards | Meilleure distribution dans une série dramatique (partagé avec le casting)      | Game of Thrones            | Lauréat    | [ 52 ] |
| 2017  | Giffoni Film Festival                         | Giffoni Experience Award                                                        | Giffoni Experience Award   | Lauréat    | [ 53 ] |
| 2017  | Saturn Awards                                 | Meilleur acteur dans un second rôle dans une série                              | Game of Thrones            | Nomination | [ 54 ] |
| 2017  | Screen Actors Guild Awards                    | Meilleure distribution dans une série dramatique (partagé avec le casting)      | Game of Thrones            | Nomination |        |
| 2018  | Online Film and Television Association Awards | Meilleur acteur dans une série dramatique                                       | Game of Thrones            | Nomination |        |
| 2018  | Online Film and Television Association Awards | Meilleure distribution dans une série dramatique (partagé avec le casting)      | Game of Thrones            | Nomination |        |
| 2018  | Saturn Awards                                 | Meilleur acteur de télévision dans un second rôle                               | Game of Thrones            | Nomination |        |
| 2018  | New York Festivals TV and Film Awards         | Meilleure mini-série (comme producteur exécutif)                                | Gunpowder                  | Lauréat    | [ 55 ] |
| 2019  | Golden Globe Awards                           | Meilleur acteur de télévision dans une série dramatique                         | Game of Thrones            | Nomination |        |
| 2019  | Primetime Emmy Awards                         | Meilleur acteur dans une série dramatique                                       | Game of Thrones            | Nomination |        |
| 2019  | Screen Actors Guild Awards                    | Meilleure distribution dans une série dramatique (partagé avec le casting)      | Game of Thrones            | Nomination |        |
| 2019  | Critics' Choice Awards                        | Meilleur Acteur dans une Série Dramatique                                       | Game of Thrones            | Nomination |        |
| 2019  | People's Choice Awards                        | Star masculine de télévision 2019                                               | Game of Thrones            | Nomination |        |
| 2019  | Gold Derby TV Awards                          | Meilleur acteur dramatique                                                      | Game of Thrones            | Nomination | [ 56 ] |
| 2019  | Gold Derby TV Awards                          | Meilleure distribution de l'année (partagé avec le casting)                     | Game of Thrones            | Lauréat    | [ 56 ] |
| 2019  | Saturn Awards                                 | Meilleur acteur de télévision                                                   | Game of Thrones            | Nomination |        |
| 2019  | Online Film and Television Association Awards | Meilleur acteur dans une série dramatique                                       | Game of Thrones            | Nomination | [ 57 ] |
| 2019  | Online Film and Television Association Awards | Meilleure distribution dans une série dramatique (partagé avec le casting)      | Game of Thrones            | Nomination | [ 57 ] |
| 2019  | SOVAS - Voice Arts Awards                     | Meilleure capture de mouvement d'animation - Casting et meilleure voix          | Dragons 3 : Le Monde caché | Lauréat    | [ 58 ] |

## Voix françaises
En France, Benjamin Penamaria,, est la voix française la plus régulière de Kit Harington. Il le double notamment dans Game of Thrones, Pompéi, Brimstone, Gunpowder,  Criminal: Royaume-Uni, Les Éternels, Modern Love, Baby Ruby ou encore La Bête enfouie. 
À titre exceptionnel, il est doublé par Jim Redler dans Silent Hill: Revelation 3D , par Alexandre Guansé dans Le Septième Fils et par Damien Boisseau dans Ma vie avec John F. Donovan.